# A dák–római folytonosság elmélete
A dák–római folytonosság elmélete vagy a dákoromán kontinuitás elmélete a románok eredetére vonatkozó elmélet, amely szerint a mai román népesség az erdélyi dákok, és római telepesek összeolvadásából alakult ki, miután 106-ban a rómaiak meghódították Daciát, és az őslakos népek romanizálódtak, vagyis átvették a latin kultúrát és nyelvet. Ebből következően az elmélet szerint a román nép közel kétezer éve folyamatosan jelen van Erdély területén.
Ez az eredetelmélet a 18. századi nemzeti-romantika idején alakult ki Romániában, és az országban politikai szinten élvez támogatást. Az első világháború után az addig kizárólagos történeti és nyelvészeti vizsgálódások kiegészültek azzal a szándékkal, hogy a dák–római folytonosságelméletnek régészeti bázist találjanak, mint például az ortodox templomok megjelenését Erdélyben. 
Az elméletet a főáramlati nemzetközi történettudomány dilettánsnak és tudományosan megalapozatlannak tartja.

## Az elnevezés problémái
Dákorománok

Dacia 106–271 között (lila színnel)

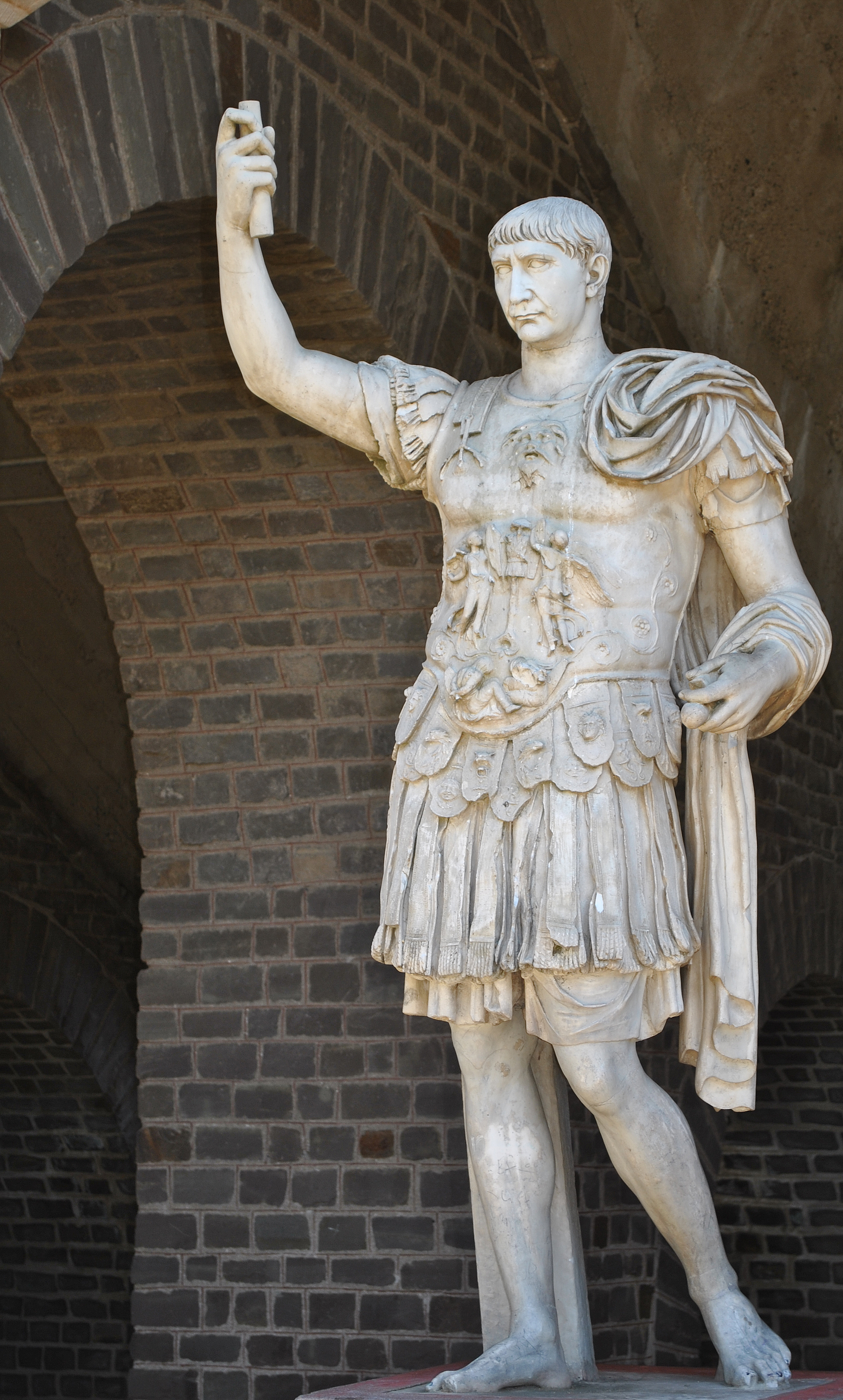
Traianus szobra, aki 101-ben hadjáratot indított a dákok ellen, akiket a római haderő le is győzött

A magyar nyelvben használatos dákoromán (vagy dáko–román) folytonosság megnevezés a román nyelvben használatos daco-romană kifejezés félrefordításából ered. A román forma (romană) helyes fordítása: római. (A dák–román daco-română lenne.) Következésképp a dák–római folytonosság elméletéről van szó, amely szerint a dák népesség a rómaiak közvetítésével él folytonosan az ókori Dacia provincia területén.
Dák–római
Kérdéseket vet fel, hogy a román nép feltételezett etnogenezisében mekkora szerep jutott a római hódítást túlélő dákoknak és mennyi a Római Birodalom kiterjedt területeiről érkező telepeseknek. Történeti iskolánként és politikai kurzusonként változott a dák vagy a római lakosság szerepének hangsúlyozása. Sőt a sztálinizmus hatására az 1950-es években a szlávok szerepe is erősödött egy rövid ideig. Egyes források szerint a dákokat szinte teljesen kiirtották, illetve a területen jelenlévő népvándorlások miatt a római származás is kérdéses (lásd részletesebben később)

## Az elmélet kialakulása és története

### Kezdetek: az olasz humanista szerzők
A román nyelvnek a latinnal és az olasszal való rokonságát már a középkorban észrevették. Poggio Bracciolini, firenzei humanista elsőként említette ezt 1451-ben írt művében. Véleménye szerint Kelet-Európa nyugati területein (apud superiores Sarmatas) Traianus által hátrahagyott telepesek éltek, akik jelentős mértékben megőrizték a latin nyelvet. Bracciolini valószínűleg szóbeli információk alapján írta le ezeket az észrevételeket. Bár nem rendelkezünk információval forrásáról, bizonyosan állíthatjuk, hogy a szövegben moldvai románokra utal, mivel szarmatákról csak a Kárpátoktól és a Visztulától keletre beszéltek e korban. A moldvai románok olaszhoz hasonló nyelvéről szóló információ valószínűleg egy Fekete-tenger melletti itáliai kereskedelmi városból származott, ahonnan Itáliába jutott. Ezután a Római Birodalom történetét jól ismerő humanisták összekapcsolták Traianus daciai hódításával és a Dunától északra telepített rómaiakkal. Jellemző azonban, hogy a szerző szövegében Daciáról és a dákokról még nem esik szó.
Ha Dacia még nem is, de a dákok már szerepelnek Flavio Biondónál, a Pápai Állam neves humanista titkáránál, aki Konstantinápoly 1453-as eleste táján írott leveleiben említi a Duna mentén élő dákokat vagy vlachokat (Ripenses Daci, sive Valachi), akik római eredetűek. Más alkalommal „római vérből származó ulachokról” (Ulachos) beszél, akiket viszont – a bolgárokkal és a szerbekkel együtt – nem a dákokkal, hanem a moesi nevű trákokkal azonosít. Feltűnő itt a románok vlach nevének magyaros alakja (ulach), és noha Biondo már Hunyadi János román eredetéről is tud, adataiból kiderül, hogy elsősorban a Havasalföldön, és a Dunától délre élő románokat ismeri.
Az az ötlet, hogy az északi románok Traianus daciai telepeseinek leszármazottai lennének, kiforrott formában először a humanista Aeneas Sylvius Piccolomininél tűnt fel a 15. század első felében. A későbbi II. Piusz pápa már határozottan a Dunától északra élő románokról beszélt, akik azoknak a római katonáknak az utódai lennének, akiket a dákok ellen küldtek. Szerinte a római légiókat egy Flaccus nevű dux (Lucius Pomponius Flaccus, Moesia helytartója) vezette, akiről aztán a románok a nevüket kapták, mert a Flaccusból később Valachus lett. Piccolomini szerint a románok nyelve római, de nagyon „megromlott”, és az olaszul beszélőknek alig érthető. Ez a jellegzetesen humanista ötlet később jelentős pályát futott be a román eredetkérdés történetében, az Ovidiustól származó Flaccus duxszal együtt.
A 15. század második felében Mátyás király havasalföldi (román) származása jelentősen hozzájárult ahhoz, hogy a kor humanistái a románok római eredetével foglalkozzanak, ahogy ezt már apja, Hunyadi János esetében is megfigyelhetjük (főleg Pietro Ranzanónál). Antonio Bonfini, aki 1486-tól Mátyás király udvarában élt, rendelkezett helyismerettel is (ellentétben más, hallomás után író honfitársaival), ismerte a magyarországi római feliratokat és romokat, az itáliai irodalmat; szinte tudományos értekezés tárgyává tette a románoknak a daciai római gyarmatosítóktól, illetve Traianus légionáriusaitól való leszármazását. Bonfini a románok római eredetének mégis egyetlen bizonyítékát abban látta, hogy nyelvük a római eredetet igazolja; mellékesen pedig, hogy a dákok egykori területén laknak. Bonfini írt a Hunyadiak „Corvina-nemzetségéről” is, amely szerinte római patrícius eredetű.
Az elméletet a történeti írások mellett nyelvészeti vizsgálódások is támogatták. A lengyel nyelvben – ahogy a magyarban is az olasz ~ oláh szavak hasonlóak – az olaszokat és a románokat hasonló módon nevezik: włoch (olasz) ~ wołoch (vlach). Utóbbi az orosz nyelvből került a lengyelbe. Az erre vonatkozó első adatot Giulio Pomponio Letonál olvashatjuk, aki 1480 körül Kelet-Európában járt (Lengyelországban is) ezt írta „Dacia a Histeren [Dunán] innen és túl elterülő tartomány, amelyet a mi indőnkben Volochiának mondanak, lakosait volochoknak nevezik. Volochia Italia, mivel a dákok [románok] olaszul beszélnek.” Filippo Buonaccorsi, aki a Jagellók udvarában élt, a krakkói érsekről írt életrajzában említi, hogy a lengyelek a románokat olaszoknak (Italos) ismerik, ugyanúgy nevezik őket, mint más olaszokat (Italiae indigenas). Nemcsak ez a lengyel összecsengés népszerűsítette az elméletet, de magában a román nyelvben lévő, az önelnevezésükre használt rumîn és a latin romanus (római) szavak feltűnő hasonlósága is. Ez alapján a rumîn azonosítható akár a romani (római) névvel, és a rómaiakkal. 
A románok eredetéről kialakított humanista vélemény a humanizmus korának megfelelő tudományos következtetése volt az alábbi tények alapján:
1. az Al-Duna és a Keleti-Kárpátok vidékén él egy nép, amelynek nyelve hasonlít az olaszra,
2. ezt a népet a környéken ugyanúgy nevezik mint az olaszokat,
3. ez a nép önmagát "rómainak" nevezi,
4. Traianus római császár legyőzte a dákokat, országukat elfoglalta, és oda római telepeseket telepített,
5. a dákok területe azon a vidéken volt, ahol ezt a latinszerű nyelvet beszélő nép él.

A következtetés, hogy a vlachok, a rómaiak telepeseinek utódai, nemcsak egy 15–16. századi humanista számára, hanem a ma élők számára is természetes lehet. A 16–17. század számos írójához ezekből az írásokból került át a románok római eredete és a traianusi telepítés ötlete, amely „hagyatékként” megmaradt a 18. század felvilágosult tudományosságára. 

### Az erdélyi iskola
Az elképzelés azután vált a román történeti gondolkodás részévé, hogy a 18. századi Erdélyben kialakult egy görögkatolikus román értelmiségi réteg, mely műveltségénél és a Rómával való kapcsolatánál fogva kiemelten kutatta Erdély császárkori, latin előzményeit. Továbbá változást okozott, hogy az addig csonka társadalomban élő – nemesség és politikai osztály nélküli – román lakosság sorai között Erdélyben is és Romániának a 19. század végén egységesülő Kárpátokon túli részén (Regát) is kialakult egy nemzeti értelmiségi réteg, amely identitását a középkorban létrejött Magyar Királyságnál jóval régebbi múltra alapozta.

### Dák írás
A 19. század végi román nacionalisták felvetették a Dacia meghódítása előtt létező dák írás lehetőségét, e felvetést azonban a mai kutatók következetesen elutasítják és áltudománynak tekintik. Újabban egy román régésznő, Viorica Enăchiuc (ejtsd: [vjo'rika enə'kjuk]) a Rohonci kódex teljes általa való fordítását közzétette. Állítása szerint a szöveget Dacia vulgáris latin nyelvén írták, ami szerinte a mai román nyelv egy korábbi nyelvállapota. Az írás a Blaki (Vlah) nép 11–12. századi magyar- és a besenyőellenes harcait tartalmazza. 

### Ortodox vallási emlékek
Az elméletet támogató régészeti kutatások az Erdély területén előkerült bizánci vagy balkáni eredetű kereszteket többnyire az ortodox vallású románok tartozékainak tekintik, ezzel igazolva a román jelenlétet a területen.

## A dák–római folytonosság főbb ellenérvei

### Történeti tények
Az elmélet hibásan feltételezi a dák őslakosság fennmaradását a római hódítást követően. Az egykorú római forrásokból kiderül, hogy a rómaiak kiirtották a dákokat és Dacia provinciát Rómához hű római polgárokkal népesítették be:
„οἰ δὲ Γέται ἕθνος βάρβαρον καὶ ἰσχυρόν, ὃ Ῥωμαίων κατεξαναστὰν καὶ μέχρι φόρου ἀπαγωγῆς ταπεινῶσαν Ῥωμαίους ὑπὸ Τραιανοῦ ὕστερον οὕτως ἐξωλοθρεύθη Δεκεβάλω χρώμενον βασιλεῖ, ὥστε τὸ πᾶν ἕθνος εἰς τεσσαράκοντα περιστῆναι ἅνδρας. ὡς ἱστορεῖ Κρίτων ἐν τοῖς Γετικοῖς.”
„A géták (=dákok) egy barbár és hatalmas nép, amely a rómaiak ellen lázadt és megalázta őket annyira, hogy adófizetésre kötelezte őket. Később Decebal király idejében Traianus annyira elpusztította őket, hogy egész népük negyven emberre csökkent, ahogy Kritón elbeszéli a Geticában.”
Kritón, Traianus császár orvosaként részt vett a második dák háborúban, így szemtanúja volt a dákok kiirtásának.
Egy másik forrás a Iulianus által írt Császárok című szatíra így emlékezik meg erről az eseményről:
„μόνος ὑπὲρ τὸν Ἴστρον ἐτόλμησα προσλαβεῖν ἔθνη, καὶ τὸ Γετῶν ἔθνος ἐξεῖλον, οἳ τῶν πώποτε μαχιμώτατοι γεγόνασιν, οὐχ ὑπὸ ἀνδρείας μόνον τοῦ σώματος, ἀλλὰ καὶ ὧν ἔπεισεν αὐτοὺς ὁ τιμώμενος παῤ αὐτοῖς Ζάμολξις. οὐ γὰρ ἀποθνήσκειν, ἀλλὰ μετοικίζεσθαι νομίζοντες ἑτοιμότερον αὐτὸ ποιοῦσιν ἢ ἄλλοι τὰς ἀποδημίας ὑπομένουσιν.”
„Egyedül én mertem megtámadni az Isztroszon túli nemzetet, és a Géták (=dákok) nemzetét megsemmisítettem, a legjobb harcosokat, részben a fizikai erejük, részben abbéli hitük miatt, hogy ők Szamolxisztól származnak. Meg vannak győződve arról, hogy nem halnak meg, hanem csak máshová költöznek, és úgy tekintenek a halálra, mint bármely más utazásra.”
A dák lakosság kiirtását és a túlélők elüldözését Traianus oszlopán is ábrázolták (utolsó jelenet CXLVIII–CLV).
A leggyakoribb, a romanizált népesség továbbélésével szemben elhangzó érv, hogy  Dacia a 3. század közepén elpusztult, majd 271-ben a római provincia teljesen kiürült. A gyakori népmozgások, az egymást váltó gótok, hunok, gepidák és avarok miatt nem maradhatott fenn a római telepes lakosság. Elgondolkodtató, hogy már a 3. században megszűntek azok a keretek, melyek Dacia lakosságának továbbélését lehetővé tették volna: Erdély területén nem volt jelen sem a Keletrómai Birodalom közigazgatási rendje, sem a Nyugat-Európában jelenlévő keresztény püspökségek. Nem voltak folyamatosan fejlődő városok, ahol a kultúra fennmaradhatott volna.[forrás?]
Az 1700-as évek elején keletkezett Cantacuzino-krónikában a románok északra vándorlásáról ír:
„Insă dintâi izvodindu-se de rumânii carii s-au despărţit de la romani şi au pribegit spre miiazănoapte. Deci trecând apa Dunării, au descălecat la Turnul Severinului; alţii în Ţara Ungurească, pre apa Oltului, şi pre apa Morăşului, şi pre apa Tisei ajungând şi până la Maramurăş. Iar cei ce au descălecat la Turnul Severinului s-au tins pre supt poalele muntelui până în apa Oltului; alţii s-au pogorât pre Dunăre în jos. Şi aşa umplându-se tot locul de ei, au venit până în marginea Necopoei.”
„De először beszéljünk a románokról, akik elszakadtak a rómaiaktól (=bizánciaktól) és észak felé vándoroltak. Tehát a Duna vize felé költöztek, átkeltek Szörényvárnál; egyesek Magyarországra az Olt vizéhez, a Maros vizéhez, a Tisza vizéhez, elérve egészen Máramarosig is. És azok, akik átkeltek Szörényvárnál elérték a hegység lábát az Olt vizénél. Egyesek lementek a Duna mentén és így betöltötték magukkal az egész helyet és Necopoi határáig jöttek.”

### Nyelvészeti tények
A román kutatásban uralkodó nézet, hogy a román nyelv – a latin leánynyelve – Dacia provincia területén alakult ki. Az elképzelésnek ellentmondanak a román-albán nyelvi kapcsolatok, valamint az, hogy nem magyarázható a népvándorlás kori germán, illetve török nyelvi hatások hiánya a mai nyelvben. Említést érdemel még, hogy a római hódítás területi kiterjedése nem fedte le a (későbbi) román nyelvterületet, valamint az, hogy Dacia a római birodalom azon régiói közé tartozott, ahol nem a latin nyelv volt az uralkodó.
A daciai epigráfiai emlékek vizsgálata és a névanyag elemzése szintén a latin nyelv hosszú távú jelenléte és a dákok romanizálódása ellen szól, hiszen ezek főképp a görög nyelvű és a keleti provinciákból származó lakosság letelepedését igazolják Daciában.

### Régészeti tények
A román kutatás a keleti kereszténység mégoly szórványos erdélyi emlékeit a román etnikummal azonosítja. Ezzel szemben tény, hogy a Kárpát-medence délkeleti területei a 9. század folyamán az első bolgár birodalom fennhatósága alatt állottak, majd a 10. században és az első Árpád-házi királyok alatt a magyar államterületen jelent meg az ortodoxia. A Bizánc területéről érkező hittérítők a Magyar Királyság keleti és déli részeiben térítették a keleti kereszténységre a magyarokat, melynek az egyházszakadás és a nyugati kereszténység diadala vetett véget. Hierotheosz nevéhez fűződik a magyarság körében végzett ortodox misszió kezdete. Mindenesetre az első ortodox templomot Erdélyben magyarok építették az erdélyi Gyula 953-as bizánci megkeresztelkedése után. Ez komoly érv a dákoromán kontinuitás ellen. A későbbi bizánci rítusú kolostorok a 14–15. században beköltöző román és délszláv népességhez fűződnek.
A dák–római elméletnek nem találni régészeti bizonyítékait, a hamvasztásos temetők szegényes leletei is csak a 4. századra datálhatók

## Az elmélet politikai háttere
Kristó Gyula történész szerint, a "dák–római dogma" két fő politikai célt szolgál. Az egyik, hogy csak ezzel az elmélettel „igazolható”, hogy a románság nem egy bevándorló nép saját, 20. században létrejött országának nyugati felében. A másik, hogy ha nem Erdély a román nép őshazája, őseik pedig nem a dákok és a rómaiak voltak, akkor a román hatalmi-etnikai legitimitás egyik legfontosabb bástyája dől össze. Catherine Durandin francia történésznő így foglalta össze: a románoknál a folyamatosan alakuló valóságos történelem mellett „van egy másik történelem is: az eredet és a kontinuitás történelme, és ez mindvégig változatlan maradt. Minden korszak felülvizsgálható és átértelmezhető, kivéve a dák–római eredet korszakát, mint ahogy érinthetetlen a nyelv és a nép folyamatos és kitartó jelenléte is a maga térségében, mert ez alapozza meg a román nemzet jogát”.